# 蔵園三四郎

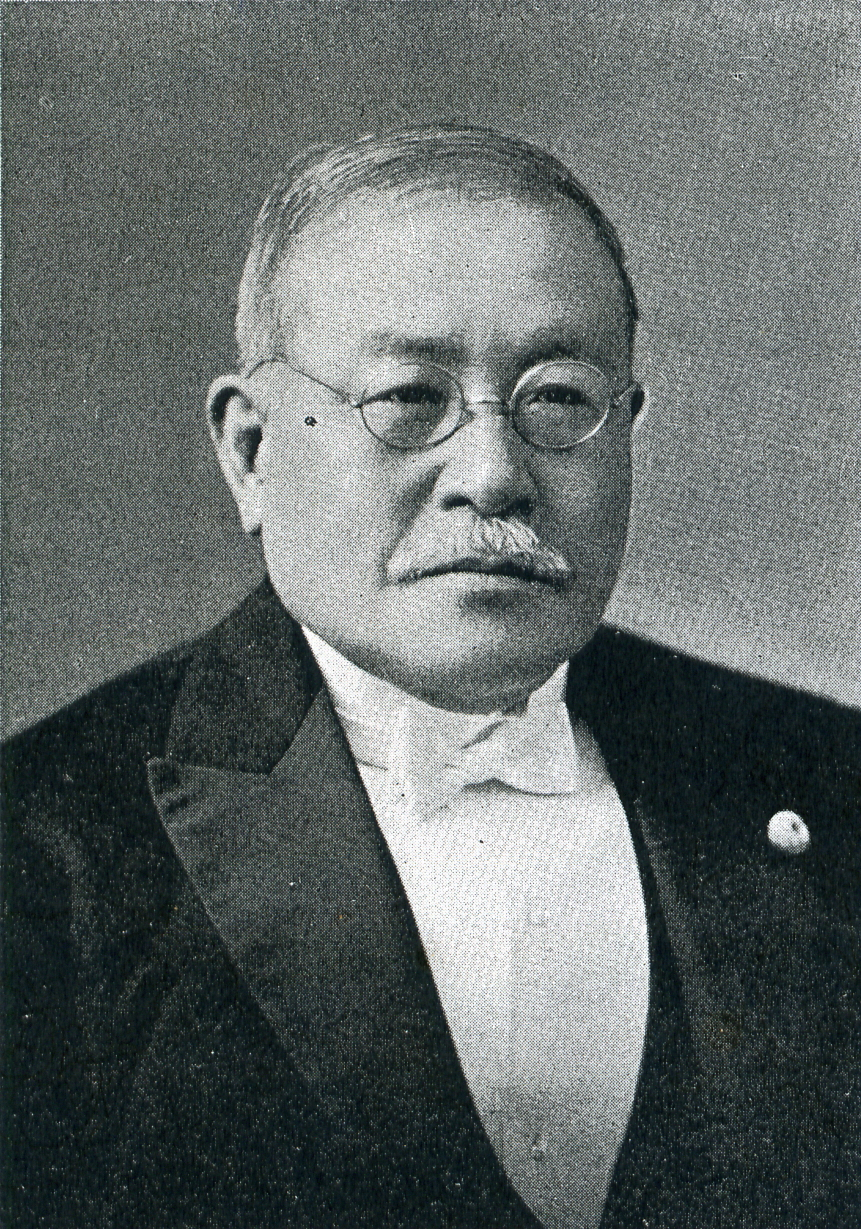
1932年（昭和7年）頃

蔵園 三四郎（くらその さんしろう、旧姓・瀬戸川、1869年2月24日（明治2年1月14日） - 1939年（昭和14年）4月6日）は、日本の政治家、弁護士、会社役員。衆議院議員。族籍は鹿児島県平民。鉄道政務次官、鉄道会議議員、南洋拓殖設立委員、薩摩製糸取締役などを務めた。

## 経歴
薩摩国日置郡田布施村（のち鹿児島県日置郡金峰町、現在の南さつま市）出身。鹿児島県平民・瀬戸川利右衛門の長男で、1876年、先代次郎の養子となった。元より富裕ではない家庭であったため、少年時代より人生の苦を味わわされた。14歳の時小学校の先生となり其の報酬として地所三段五畝歩を贈られた。
1886年、大阪に出て、大阪開成中学館、三一学校で学んだ。上京し、明治法律学校（現在の明治大学）で学んだ。しかし故あって退学した後は上野図書館裡に独学3年に及んだ。弁護士試験に合格して1901年（明治34年）に東京市神田区に弁護士事務所を開いた。
1913年（大正2年）に神田区会議員に選出され、1917年（大正6年）には区会議長に就任した。1920年（大正9年）の第14回総選挙で東京の選挙区から出馬するが落選。
1924年（大正13年）の第15回総選挙では鹿児島1区から政友本党公認で出馬して初当選。以後再選5回を重ねたが、所属政党は同郷の床次竹二郎と行動をともにしたため、民政党（第16回総選挙）、政友会（第17回・第18回総選挙）、昭和会（床次死後に旧床次派が結成した政党。第19回・第20回総選挙）と変遷を重ねた。この間に岡田内閣で鉄道政務次官を務めている。実業界では薩摩製糸取締役を務めた。

## 人物
蔵園は政界に於いては有名な楽天家であったが、その過去は多く苦闘の連続であった。1923年の震災前までは、神田区猿楽町に堂々たる事務所を有し、斯界に於いても相当名を馳せ、又財をも積んでいたが、震災のため資産全部を失ってしまった。
法律以外経済に又哲学に造詣非常に深く、法律事務を執っては熱心と懇切とを旨として信用が非常に厚かった。謡曲、茶道、挿花、弓術に精しく、多芸多趣味であった。住所は東京市下谷区池ノ端七軒町・同市神田区仲猿楽町・同市赤坂区赤坂丹後町・同市牛込区市谷加賀町。

## 家族・親族
蔵園家
- 養父・二郎[5]、あるいは次郎[4][13]
- 妻・春（1880年 - ?、東京、伊藤元二女）[4][6]
- 男・一郎（1900年 - ?）[6]
- 男・二郎（1902年 - ?）[6]